# 아리랑 별곡
《아리랑 별곡》은 1986년 8월 3일에 MBC TV에서 방영되었던 베스트셀러극장이다.

## 출연
- 김용림
- 임문수
- 홍민우
- 정대홍
- 강성욱
- 김사천
- 김지영
- 서영애
- 전인택
- 송경철
- 김성찬
- 박병훈
- 최상훈
- 김순용
- 김두삼
- 박회우
- 송옥숙
- 맹상훈
- 조형기
- 김화란
- 김주승
- 견미리
- 김지원